# İbrahim Hakkı Erzurumi

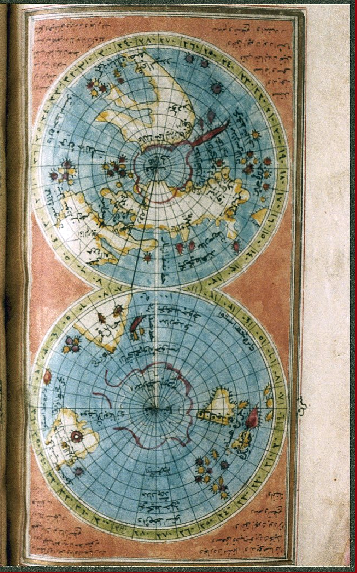
Mapamundi del Marifetnâme of İbrahim Hakkı Erzurumi.

İbrahim Hakkı Erzurumi (Provincia de Erzurum, Imperio Otomano, 18 de mayo de 1703-Siirt, Imperio Otomano, 22 de junio de 1780) fue un valí sufí turco otomano, que fue además polímata, místico, poeta, escritor, astrónomo, físico, médico, psicólogo, sociólogo, filósofo, maturidi hanafí, ulema y enciclopedista.

## Vida y obra
Tras perder a su madre y después a su padre a una edad temprana, İbrahim Hakkı fue criado y educado durante un tiempo por su tío. Conoció al sultán otomano Mahmud I en Estambul en 1747, tras lo que regresó a Erzurum y mantuvo su interés en varios asuntos religiosos y científicos. Escribió 15 libros en los estilos manzum y estándar, un gran número de ellos en turco, árabe y persa. Entre los más importantes están los Divan y Marifetnâme.
En 1756 publicó el Marifetnâme (Libro del Conocimiento), una compilación y comentario sobre astronomía, matemáticas, anatomía, psicología, filosofía y misticismo islámico. Es famoso por ser el primer estudio de astronomía poscopernicana de un académico musulmán. Contiene conocimiento sufí junto con una amplia variedad de conocimiento general científico y enciclopédico. De acuerdo con el autor, fue compilado en base a 400 libros.
El Marifetnâme proporcionó la primera explicación de la astronomía observacional en el Sistema Solar por un ulema en un libro. Su traducción al inglés fue publicada en 2010.
Murió y fue enterrado en Tillo, en la provincia de Siirt.

## Teología
La base de la filosofía de Erzurumi es que el autoexamen es absolutamente necesario como parte del proceso de descubrir a Dios:

Alá ha revelado en Sus Libros Divinos, y ha enviado a Sus profetas como guías para ayudar a llevarnos de vuelta al cuidado. Solo aquellos que son capaces de despertar y redescubrir lo que es sagrado dentro de ellos mismos pueden acercarse a nuestro Creador, que es la perfección.

Es ampliamente citado por decir que «Si tomamos un paso hacia Alá, Él vendrá corriendo a nuestro encuentro», lo que se deriva de un hadiz.
Su poema más conocido, que fue compuesto como un himno religioso es Hak Şerleri Hayr Eyler (La Verdad (Dios) convierte el mal en bien).